# Baum (herb baronowski)
Baum baron (Baum II) – polski herb baronowski, nadany w zaborze austriackim.

## Opis herbu
Na tarczy dwudzielnej w pas w polu górnym, błękitnym cztery kopie srebrne w krzyż skośny po dwie na stronę, nad którymi czapka z piórem. W polu dolnym, złotym mur obronny srebrny, z otwartą bramą, w której orzeł dwugłowy czarny. Nad tarczą korona baronowska. Jako trzymacze dwa lwy wspięte, złote, prawy patrzący w prawo, lewy w lewo.

## Najwcześniejsze wzmianki
Nadany Antoniemu Baumowi von Appelshofen (jego ojciec nosił herb Baum) w 1811 roku.

## Herbowni
baron Baum von Appelshofen.